# 쓰레기 시인
쓰레기 시인(Shaere Zobale-ha, Poet Of The Wastes)은 이란, 일본에서 제작된 모하마드 아흐마디 감독의 2005년 드라마, 멜로/로맨스 영화이다. 사버 아바 등이 주연으로 출연하였고 모하마드 아흐마디 등이 제작에 참여하였다.
시카고, 몬트리올, 부산의 영화제에서 초연되었다.

## 출연

### 주연
- 사버 아바
- 모하마드 에스칸다리

### 조연
- 파진 모하데스
- 레이라 하타미